# Биологично разнообразие на България
Биологичното разнообразие (биоразнообразието) на България е 
Биоразнообразието в България означава огромното разнообразие от растения, животни и микроорганизми, които живеят в нашата природа.
Страната ни има планини, реки, гори и море, които осигуряват различни условия за живот и това я прави една от най-богатите на видове в Европа.

## Видово богатство
Територията на България условно се дели на общо пет региона:
- Дунавската равнина
- Балкан
- Тракийска низина
- Рила, Пирин, Родопи, Осоговско-Беласишка планинска група
- Черно море

Климатичните условия са силно повлияни от разположението на страната на кръстопът между три обширни биоклиматични района: Евразийския степен, Средноевропейския континентален и Средиземноморския. Наблюдава се припокриване на районите и по този начин се обособяват преходни климатични условия.
Разнообразието от биогеографски влияния и типове местообитания става причина за формиране на огромно флористично и фаунистично разнообразие в България. Особено спрямо големината на страната, българската биота се нарежда сред най-богатите в Европа.
Характерно за страната ни е огромното разнообразие на животински и растителни съобщества, освен това притежава примери за почти всички главни типове на местообитаване и биотопи, известни в Европа. В България се срещат между 3500 и 3750 вида висши растения и повече от 500 низши растения и гъби. Фауната на страната се състои от 94 вида бозайници, 383 птици, 36 влечуги, 16 земноводни, 207 риби, около 27 000 насекоми и други безгръбначни.
Особено ценни по отношение на биоразнообразието са субалпийски и алпийски растителни съобщества, ливади, влажни зони, торфени блата и езера; букови и иглолистни гори; дъбови горски масиви; пещери и планински проломи; растителни съобщества с участие на елементи от средиземноморски и субсредиземноморски или степен тип; крайречни храсти и горска растителност по поречието на Дунав и по-малките реки; важни вътрешни, крайречни и крайбрежни и влажни зони; пясъчни дюни, крайбрежни варовити съобщества и други уникални местообитания по Черноморското крайбрежие; както и съобществата в самото Черно море. Важно да се уточни е също, че 35% от общия поземлен фонд на страната са покрити от гори, като 60% от тази площ са горите с естествен произход.

## Биологични ресурси
Много от видовете и генетичните ресурси в България имат широко приложение. Най-общо биологичните ресурси могат да се разделят на четири групи:
- Стопански ценни видове

Това са видове, използвани за местна консумация, търговия и износ. Например: дървесни видове, горски видове, билки, плодове, зеленчуци, растителни масла, риба, едър и дребен дивеч.
- Местни сортове растения и породи животни

България е разнообразна на полски, зеленчукови и овощни култури, особено зърнени, бобови, плодни дървета и фуражни видове. Набора от домашни животни, произлезни и характерни за страната ни също е голям. Според подготвен за семинара на Националното сдружение на общините в Република България (НСОРБ) преглед, в страната има общо 37 характерно български породи домашни бозайници. Това включва говеда, свине, коне, кучета. Страната ни има 20 местни породи овце.
- Диви и примитивни родственици на културните растения и породите домашни животни

Във флората на България се срещат полудиви и диви родственици на всички културни растения, като голяма част от тях са ендемични. Взаимното кръстосване през времето е причина за немалкото разнообразие на адапти, различни по вкус, форма, размер и структура. Например: ябълки, орехи, череши, ягодина, малини и т.н.
- Екологични функции

Макар че облагите, идващи от някои организми са по-трудни за измерване, тъй като не са отразени на пазара, съществуват организми, изпълняващи ключови екологични функции. Микроорганизми, растения, гръбначни и безгръбначни животни са участници в голям брой процеси, повлияващи дори стопанската дейност на човека.

## Защитени територии в България
Защитените територии в страната са сърцевината за опазване на биоразнообразието.
От 1933 год, когато са създадени и обявени първите два резервата, до 1993 г. общата площ на защитените територии в България е нараснала до 3,5% от общия поземлен фонд на страната (или около 380 000 ха). Площта им е около 5%. В това число се включват всички природни резервати, национални паркове, природни забележителности и защитени местности. Всяка от тези категории е с различен статут и режим за ползване.